# 宜蘭反六輕
宜蘭反六輕運動，又稱宜蘭反六輕、反六輕、反六輕運動等，是宜蘭縣縣民的一場反石化工廠興建之環保運動，主體從1986年11月6日臺塑董事長王永慶正式宣布在宜蘭利澤工業區設置六輕（第六套輕油裂解廠）開始，至1991年6月行政院正式核定六輕轉設雲林離島工業區為止，前後將近五年的時間，是宜蘭人社區性、自發性的反六輕高污染性工廠興建的環保運動。

## 經過
反六輕運動可以大致分為兩階段，第一階段自1986年11月6日正式宣布設廠至1988年10月4日王永慶特助李憲寧宣布「放棄在利澤設立六輕廠」為止。第二階段自1990年8月郝柏村內閣指示以《檢肅流氓條例》對付環保、工運、農運人士，確保核四、六輕可以順利推動1991年，郝柏村更以北宜高速公路要脅宜蘭人接受六輕，行政院直接刪除1992年的60億元北宜高速公路預算。至1991年6月行政院正式核定六輕設雲林離島工業區。第一階段宜蘭反六輕運動的主要的抗爭對象是當時臺灣最大企業台塑集團；第二階段的主要抗爭對象則是時任總統李登輝及行政院長郝柏村領導的中央政府。
反六輕運動成功的因素，最重要的是「縣長的態度」與「宜蘭縣的民意」。。但運動過程中最初的7個月，台灣政治戒嚴、報禁尚未解除，既使是1987年7月15日解嚴後，在經濟產業政策上，各家媒體基本上都還會配合中央政府。幸好當時宜蘭縣有一本社區雜誌「噶瑪蘭週刊」扮演著報導與評論的角色，使縣民有機會了解「輕油裂解廠」的污染真相、喚起縣民捍衛宜蘭的決心、也改變了陳定南縣長原來「有條件歡迎」的態度。在「反六輕」運動過程中，過程中扮演吃重角色的噶瑪蘭週刊則是一個富地方色彩的雜誌，由蘭陽平原當地知識份子新辦的社會文化性刊物，也頗具有批判性格，它在「反六輕」運動中，更有著催生、集結、動員和擴散的功能。

## 第一階段

### 宜蘭縣議會歡迎六輕
1986年11月6日，王永慶邀請蘇澳、五結的鄉鎮長、縣議員及鄉鎮民代表前往台北總公司溝通，並宣布有意在利澤及龍德工業區，投資高達四百億興建輕油裂解工廠。11月15日，噶瑪蘭週刊報導【台塑設廠民眾反應熱烈，贊成者謂將可促進繁榮，有人則對是否造成污染表疑慮】。

### 噶瑪蘭週刊批判議會
1987年1月25日，噶瑪蘭週刊以【既期待又怕受傷害！！】為題，大幅報導台塑六輕「設廠的可能性極高」、「策略也相當高明」，並分析其問題與利弊，希望喚起宜蘭縣各界人士關注。
2月5日，週刊以社論【慎重看待輕油裂解廠來宜設廠事宜】呼籲「領導本縣民意的各界人士，能夠拿出智慧、道德和勇氣，認真釘住輕油裂解廠的設廠事宜，以顧及本縣未來世代的生活環境為最高的考慮」。
3月5日，宜蘭縣議會第11屆第5次臨時會通過羅國雄議長、林明昌議員提案：「為促進台塑公司前來本縣投資設廠，以繁榮本縣經濟及工商發展，亟應請縣政府派專人專案與台塑公司接洽，預期早日實現建廠案」，並決議派正副議長前往台塑公司敦促王永慶來宜蘭縣設輕油裂解廠。
3月14日，週刊以社論【宜蘭縣議會為何歡迎六輕來設廠？】為題，質疑「幾乎所有的議員對於輕油是什麼？可能造成的公害是什麼？根本沒有了解。在這種情形下冒然通過這個臨時動議案，顯然是很不負責任的行為」。
3月21日週刊社論再以【縣議會對宜蘭的愛】談縣議會歡迎六輕來宜蘭設廠，很可能會成為台灣環境保護史上的大笑話。

### 縣政府有條件同意設廠
1987年4月8日王永慶到宜蘭縣龍德工業區台化廠舉行說明會，宜蘭縣長陳定南指派企劃室主任陳木水代表宜蘭縣政府提出有條件同意，條件如下：一、防治污染標準應依泡泡理論計算核定。二、台塑企業應提建廠總預算的相當百分比向地方購買環境權，使地方政府能夠對受影響的地區做補償性的建設。

### 林明昌質疑陳定南、游錫堃不同調
宜蘭縣議員林明昌於4月13日發表公開信指名【游省議員錫堃兄：請指教】，內容質疑：
「縣長陳定南先生對於台塑公司建輕油裂解廠，提出兩項要求：一、六輕防制污染的標準，應依『泡泡理論』計算核定。二、台塑企業應提撥建廠總預算的相當百分比向地方購買農牧，使地方政府能做受害地區的補償建設經費，可見縣長要求做好環保設施及補償建設經費後，一樣支持設廠，而游發行人，以環保理由反對設廠，那到底是陳縣長或游發行人真正代表民意，真正為地方繁榮而努力？」；
「噶瑪蘭發行人，系本縣選出的省議員，一再指責本會忽視縣民環保生態」；
「本人願意利用公開場合，向游發行人請教，到底支持台塑來宜設廠案的縣議員，錯在那裡？時間、地點由發行人決定」。
4月18日，噶瑪蘭周刊報導【六輕設廠風波專題報導】、【論宜蘭縣議會為何歡迎台塑來宜設六輕廠】。

### 陳定南：有條件歡迎六輕
1987年5月21日，陳定南縣長在宜蘭縣議會答詢：「縣府是有條件的歡迎，也是有條件的反對，台塑並且必須從建設經費中，提出相當百分比購買環境權」。
5月28日，台塑企業於下午兩點在蘇澳鎮文化國中舉辦說明會，由王永慶親自到場說明，有200位民眾參加。會中多人對台塑現有工廠污染的改善情況表示不滿意。。

### 宜蘭在地人士持續反六輕，在噶瑪蘭雜誌發表評論
當時台灣正值政治解嚴前後，在產業政策上，各家媒體基本上都還會配合中央政府。唯有宜蘭本土雜誌「噶瑪蘭週刊」扮演著報導與評論的角色，使縣民有機會了解「輕油裂解廠」的污染真相、喚起縣民捍衛宜蘭的決心，也改變了陳定南縣長原來「有條件歡迎」的態度。
1987年噶瑪蘭週刊繼3月份批判宜蘭縣議會之後，4月11日報導：【輕油裂解廠來勢洶洶，王永慶「來宜姿態低低】，新聞評論以【寧可先小人後君子】為題，呼籲「台塑當局及本縣重要人士都必須先小人後君子，不能先君子後小人」 。
5月2日，15：00五結鄉長吳木己在鄉公所舉辦《邀請台塑關係企業公司計畫在利澤工業區六輕設廠簡報暨說明會》，週刊報導【五結促進地方發展座談會－六輕說明會－預演？】。
5月9日以【你了解六輕嗎？？系列報導之一：台塑的前科檔案】為題，報導台塑過去的公害事件 。5月16日以【你了解六輕嗎？？系列報導之二：六輕設廠將造成那些污染？】為題報導六輕設廠後可能帶來的污染。
5月21日縣政總質詢中，陳縣長回答江議員質詢時表示：「縣府是有條件的歡迎，也是有條件的反對，台塑並且必須從建設經費中，提出相當百分比，購買環境權」。
5月23日以【你了解六輕嗎？台塑設廠＝繁榮，＝進步，＝幸福？】為題報導六輕設廠後可能帶來的利與弊。
5月28日，台塑企業於14：00在蘇澳鎮文化國中舉辦說明會，由王永慶親自到場說明，有200名左右的民眾參加。會中多人對台塑現有工廠汙染的改善情況表示不滿意。
5月30日新聞評論以【誠意並不能保證一切」為題，呼應蘇澳民眾反對設廠聲浪 ；並以【經營之神擺脫不了污染陰影？」報導台塑集團各地防治污染績效不佳 。
6月20日，噶瑪蘭週刊專題講座以【宜蘭縣往何處去？！」為題，談蘭陽的環保與經濟、【六輕廠地為何由屏東移到宜蘭？】 。
6月22日，宜蘭縣政府函報經濟部工業局，請求在縣府尚未完成環境影響評估以前，暫緩出售工業局土地給台塑。
7月4日，噶瑪蘭週刊社論【請縣議會尊重民意－聞縣府要求暫緩出售縣內工業用地有感】、【宜蘭人……醒醒吧！！】 。
7月6-7日，行政院衛生署環保局主辦的《台塑企業籌建烯烴廠環境影響評估說明會》在台化龍德廠召開。
7月18日，報導【關懷宜蘭的青天碧水－專家對六輕評估報告的意見】。7月25日，接續報導【關懷宜蘭的青天碧水－專家對六輕評估報告的意見】 。
8月7日，環保署為台塑建六輕之事開第一次審查會，審查委員對評估報告提出頗多意見，致使該案未獲通過。8月15日，報導【宜蘭往何處去？談蘭陽的環保與經濟】、【台塑美國廠「漏氣』被勒令停工！】。8月22日，報導【不再沉默的群眾！！高雄五輕廠八一三協調會報】。8月30日，報導【台塑的誠意在那裡？】 。
9月6日，報導【宜蘭往何處去？談蘭陽的環保與經濟（續）】。
10月5日，14：00王永慶到縣政府拜訪，陳定南首度「十分堅定地表示縣府不歡迎六輕」設廠。10月10日，報導【六輕到底要不要來設廠？王永慶與陳定南對談】。10月18日報導【五輕恨，莫使宜蘭成後勁！】。
11月1日，「臺灣環境保護聯盟」假台北女青年會館成立。選出施性民教授為會長。
11月2日，陳定南在縣議會施政報告中表示，縣府正商請台大環境工程研究所對台塑六輕的環境影響評估報告加以「複評」，預定 12月下旬完成，噶瑪蘭週刊報導【莫使蘭雨變酸雨！！】。
11月3日，縣議員林明昌提臨時動議，請環保署以世界先進國家標準，儘速進行針對台塑利澤工業區設六輕廠對環境影響評估報告。
11月9日，報導【後勁的「惡魔天空下」】。
11月12日，臺灣環境保護聯盟宜蘭分會成立，推選噶瑪蘭週刊總編輯田秋堇擔任首任會長，會址設於宜蘭縣羅東鎮樹人路8之1號（省議員游錫堃服務處）。其後，宜蘭環保運動以更具組織方式運作，例如，發行15種「向六輕宣戰」文宣，並於各鄉鎮舉辦說明會，以及邀請專家學者針對六輕設廠進行環境評估；發起兩次集會行動，由省議員游錫堃帶隊分別到環保署、工業局以及宜蘭縣政府抗議。
11月16日，報導【請王永慶先生為蘭陽福祉三思】。
11月23日，報導【守住台灣最後淨土  開創蘭陽健康的明天】。
11月30日，報導【蘭陽之怒！！捍衛鄉土大集合！！】。
12月7日噶瑪蘭週刊報導【蘭陽平原大浩劫！！國際環境保護協會審評籌建稀涇廠暨相關工業計畫環境影響評估報告】。
12月14日，報導【為何連贊成五輕的教授也反對六輕？】。

### 陳定南開始反六輕
1987年10月5日，王永慶到縣政府拜訪，陳定南首度「十分堅定地表示縣府不歡迎六輕」設廠。
11月12-13日，縣府自行邀請學者專家（台大環境工程研究所教授於幼華、駱尚廉等人）就六輕設廠做查證與評估。
1987年11月14日，「台灣環保聯盟宜蘭縣分會」在羅東鎮中山堂舉辦演講會，陳定南公開演講說：「這段時間，縣政府對這兩個工廠（六輕、蘇火）的汙染，有更深一層的認識，我認為縣政府的條件也要做修正，所以縣政府針對這兩個廠最新的立場就是認為這種污染性的工廠是不是能讓他來宜蘭，我認為應該要全盤來考慮」。
11月17日，宜蘭縣議會通過縣議員提案，促請縣府召開六輕設廠說明會，以釋外界疑惑。
11月18-19日，台灣環保聯盟宜蘭縣分會於這兩天在宜蘭縣五結鄉、蘇澳鎮、宜蘭市舉辦三場「從五輕看六輕」說明會，在宣傳文件中希望環保署在遷出台塑大樓前，不可對台塑「六輕」廠環境影響評估進行審查。
11月20日，台灣環保聯盟宜蘭縣分會率領宜蘭當地「反六輕」的民眾首度「包圍」經濟部工業局，抗議工業局核准台塑公司申購宜蘭利澤工業區，準備用來興建六輕。三百多名宜蘭縣民眾分乘六輛遊覽車，前往位於台塑大樓內的環保署遞交抗議書，對台塑將於宜蘭興建「六輕」廠表示堅決反對，並希望環保署能拒絕審查環境影響評估報告。環境保護署長簡又新在台塑大樓前，向前往環保署陳情抗議的宜蘭民眾保證，該署將以絕對公正、公開立場，審查台塑「六輕」環境評估案。而位於宜蘭的台化龍德廠及台塑冬山廠，環保署已決定專案列管，並嚴加督促改善汙染。 
11月25日，五結鄉、冬山鄉民眾，扶老攜幼6部巴士到議會抗議3／5草率通過「歡迎六輕設廠案」。陳定南在議會施政總質詢時表示，無論將來評估結果如何，縣府堅決反對六輕來設廠，並盡一切力量阻止。並表示「在他任內，他絕對極力阻止六輕前來本縣設廠。只要縣府握有水權這張王牌，六輕廠就動不了。這是在他任內可以做得到，但是兩年以後，他就不知道了」。 
11月26日，台灣環保聯盟宜蘭縣分會，帶領1000名左右民眾，赴宜蘭縣議會抗議。 
12月8日，陳定南表示宜蘭縣政府反對台塑企業在宜蘭縣設六輕廠，將不發給台塑建造執照；他並表示宜蘭縣未來的發展是以地方資源性工業為主，以及發展觀光事業。 
12月9日，王永慶與陳定南舉行對「六輕」是否應在宜蘭設廠的電視辯論。陳定南反對宜蘭設六輕的理由有三點：(一) 六輕屬高汙染石化工業，與宜蘭縣發展的角色相衝突。根據經建會所擬台灣區綜合開發計畫，宜蘭為台灣糧食基地，宜利用地方資源發展，宜蘭縣府所擬宜縣綜合發展計畫，除農業外，應發展觀光及輕工業。(二) 宜蘭地形封閉，汙染空氣不易擴散。(三) 產業結構特殊，漁業及養殖業佔全縣生產額一半以上。 
此外，陳定南亦提到，宜蘭不是不要工業，只是不要石化工業，他是以台灣區域發展計畫作為反對的「戰略」，以委託學者複評該評估案作為「戰術」。 

### 陳定南與王永慶辯論
但反六輕運動也被外界批評為「反商」，只是陳定南認為他是反污染，不是反商。1987年12月13日陳定南、王永慶在華視進行電視辯論，進一步使六輕議題成為全國焦點，辯論時陳定南展現堅絕反對六輕在宜蘭設廠的決心與態度，嚴重打擊了台塑在宜蘭設廠的信心與士氣。
12月19日，縣府邀請的學者專家發表《查證與評論》，認為宜蘭不能設六輕。
12月30日，環保署召開第二次審查會，被學者專家認為尚有缺失，未獲具體結論，將擇期再審。當日宜蘭縣府在審查會場散發新聞稿，列舉兩大理由反對六輕設廠：一為在宜蘭設六輕廠，與國土開發計畫相衝突；二為縣府委託台大對台塑評估案再行評估，成績不佳。 

### 台塑宣布放棄宜蘭
1988年1月5日，王永慶在報紙上針對宜蘭縣政府委託台大環工所提作《查證與評論》提出說明。噶瑪蘭週刊於1月9日繼續質疑【六輕廠環境影響評估，還是「建廠宣傳手冊」】？並報導十八位教授對《烯烴廠環境影響評估報告查證與評論摘要》。
1月16日，噶瑪蘭週刊報導【石化工業走廊地帶的疾病－它幫助我們的經濟，但它將使我們死亡，它對我們有何益處？】。
3月25日，台塑向外透露暫時擱置宜蘭設廠計畫，改提在桃園觀音工業區建廠評估報告送環保署，但宜蘭反六輕人士及噶瑪蘭週刊知道台塑並未正式宣佈，利澤工業區270公頃土地仍在台塑手中，等於是一顆不定時炸彈，絲毫不敢大意。
4月1日，李登輝總統接見工商業界領袖，承諾在符合環保標準之下，為使民間的投資意願提昇，加速產業的升級，將要求行政院環保署訂定環保有關的設置標準，便利企業界突破困難，並確保經濟的發展；李登輝也提到，今後絕不會再有違法自力救濟的情事發生，凡事依法辦理。
4月26日，蕭新煌教授發表《噶瑪蘭的清流》一文：「『反六輕』行動中地方知識份子的動員程度要算是最高的一個，從初期的開端階段，幾位知識份子透過噶瑪蘭週刊的管道，收集並追踪有關台塑設六輕廠的計畫並有系統的披露消息，並呼籲當地人關注，這舉動確實有進一步結集當地知識份子的作用，結果有愈來愈多的知識份子投入關切的行列，而在去年十一月中旬籌組了『台灣環保聯盟』的第一個地方分會。而在過程中扮演吃重角色的噶瑪蘭週刊則是一個富地方色彩的雜誌，由蘭陽平原當地知識份子新辦的社會文化性刊物，也頗具有批判性格。它在『反六輕』運動中，更有著催生、集結、動員和擴散的功能。」
8月3日，宜蘭縣蘇澳鎮，冬山鄉，羅東鎮民意代表、木材商等七十餘人，由蘇澳鎮民代表黃洋一等人發起，搭乘三輛遊覽車，到台北向環保署、台塑企業表達意願，希望台塑企業能重新提出六輕廠在利澤工業區設廠的環境評估報告，交由環保署審查，如獲通過，則希望台塑企業能到該工業區設廠。陳定南則指出，這次民眾到台北請願，他感覺到這是台塑對在宜蘭設廠並未死心。由於六輕的汙染對人體沒有明顯而立即的危害，所以一般民眾的警覺性不高。
部分人士則表示要罷免黃洋一的鎮民代表職務，羅東鎮民代表吳李龍則聲稱將進行萬人簽署反六輕行動。
至於有民眾希望台塑來宜蘭設置六輕廠，聯合報社論認為原因在於：早被宜蘭縣封殺的六輕設廠於利澤地區的計畫，又死灰復燃了。燃起這星星之火的火種無他，一個利字而已。這一切都是新上任的經濟部長陳履安的一個新構想所引發的。陳部長接受工業局獻計，要「隨廠送稅」，把六輕每年營業稅收入的一半，送給地方利用。
8月8日，行政院長俞國華巡視宜蘭縣時宣布，政府已經決定興建台北市南港到蘭陽平原的隧道公路，工程費約四百億元。
8月29日，台灣環保聯盟宜蘭分會以及宜蘭地區民眾約三百人，上午到台電公司抗議蘇澳火九發電計畫。來自後勁、觀音鄉與宜蘭等地區五百多名民眾，下午聚集經濟部，抗議興建五輕、六輕和蘇澳火力電廠。當天晚上在宜蘭舉行「反六輕大遊行」。
10月3日，台塑企業宣布放棄在宜蘭縣利澤工業區興建六輕工廠的計畫。陳定南則希望台塑將利澤工業區土地還給工業局。
直至1988年10月4日王永慶董事長才透過其特助李憲寧宣布「放棄在利澤設立六輕廠」，第一階段反六輕告一段落。不過宜蘭反六輕人士及噶瑪蘭週刊知道台塑並未正式退出宜蘭縣，利澤工業區270公頃土地仍在台塑手中，等於是一顆不定時炸彈，絲毫不敢大意。
11月3日，為支援下游產業持續發展，使其自國內獲得數量充沛而價格合理的原料，經濟部通過六輕投資案，並提供觀音工業區土地供台塑建廠。 

## 第二階段
1989年12月4日，宜蘭縣長當選人游錫堃指出：「我在選舉時主張建設宜蘭縣成為『台灣的瑞士』，上任後，就朝這個目標努力，理所當然反對六輕、火力發電廠『回頭』設在宜蘭縣，也將積極開發風景區，推展觀光事業。」 

### 六輕重返
1990年，台塑六輕在中央政府支持下，以雷霆萬鈞之勢重返宜蘭縣，由李登輝總統、郝柏村院長動用全國黨政資源包括行政院、立法院、宜蘭縣議會向縣政府施壓。
1990年3月21日，經濟部工業局已完成正式函文，要求台塑對六輕計畫存廢，須在文到一個月期限內，作最後決定。由於在台取得土地愈來愈難，王永在說，宜蘭利澤工業區的台塑工地，如果民眾及政府同意興建「六輕」，台塑將用來蓋「六輕」。如果政府及民眾不同意蓋「六輕」，台塑將用這塊土地來建加工廠。
6月1日，行政院長院長郝柏村上任，該年8月，台塑公司取得向經濟部工業局購買的宜蘭利澤工業區土地所有權狀；行政院長郝柏村在1990年8月指示以《檢肅流氓條例》對付環保、工運、農運人士，確保核四、六輕可以順利推動。
9月1日，各縣市警察局接獲傳真指令，新一波掃黑行動「迅雷專案」就是清查習慣性參與包含農、工運、環保等運動人士，若有符合《檢肅流氓條例》者，他們一旦行動就立即逮捕。
10月2日，工業局某官員表示，由於五輕在政府公權力行使下動工，台塑亦希望政府能動用「公權力」協助解決利澤工業地興建六輕的「阻礙」，重燃六輕在利澤興建的希望。正當外界的六輕焦點集中在「觀音或麥寮」之際，台塑卻悄悄將評估重點轉移至曾因環保壓力而受阻建六輕的利澤工業區。聯合報的譬喻甚為有趣：利澤是台塑的初戀情人，至今用情最深，可是利澤潔身自好，堅拒台塑，台塑莫可奈何。麥寮最近對台塑頻拋媚眼，希望台塑來光耀門楣，台塑雖覺麥寮價廉可喜，但畢竟初出茅廬，諸般條件未成氣候，娶來風險太大。儘管台塑表面上對觀音及麥寮評頭論足，私下頻探殷勤的卻是利澤。 
11月7日，環保署公布「汙染大戶」名單，榜首台塑企業的台化宜蘭龍德廠，今年前十月被稽查九十四次，其中十二次不合格，創下國內環保史上一年內單一工廠被稽查次數最高紀錄。聯合報報導：經濟部決策官員說，利澤確實比觀音更適合建六輕，不僅土地面積足敷六輕建廠使用，鄰近更有蘇澳港解決運輸問題，而不必像觀音工業區一樣，又須填海造地，又須興建專用港，興建工程過於繁複；而利澤工業區只有當地人士不歡迎六輕建廠的問題而已，以目前國內的環保抗爭已趨於理性，以及當前經濟景氣減緩，亟需重大投資案例刺激等環境因素而言，台塑自認有信心可以化解這項困難，更增加了台塑在利澤建六輕的可能性。
「宜蘭反六輕組織」於1990年11月成立，以時任立委的陳定南為召集人，省議員劉守成為副召集人。
11月9日，宜蘭縣政府與縣議會都一致反對「六輕」計畫重返宜蘭。宜蘭縣長游錫堃指出，除非他不當縣長，不然他在位一日，就反對「六輕」在宜蘭設廠。宜蘭縣議會議長羅國雄指出，過去縣府和議會同意台塑購買利澤工業區用地興建「六輕」，主要是當時不知道「六輕」可能帶來的汙染有多重，經過這幾年的環保運動後，縣民已瞭解石化業的重汙染性，因此才會轉變態度堅決反對。縣府建設局長陳源發表示，因為是以農漁業為主，縣民的環保意識就比其他地區來的更高，深恐「六輕」來臨會影響他們的生計發展。台灣現在不受工業汙染的地區僅限於東部，政府石化業發展的方向應該放在西部。 
11月18日，經濟部工業局受經濟部長蕭萬長指示配合台塑六輕計畫興建，正積極展開與宜蘭縣利澤工業區鄰近鄉鎮民眾的溝通作業；台塑即將完成利澤工業區環境影響評估報告，六輕可望於今年底前宣佈在利澤興建。
11月20日，行政院最近函知台灣省政府轉頒各縣市政府，為順利推動重大工業建設，今後有關重大工程的設廠申請，各縣市政府建設局（工務局）應依建築法規定核發證照，無需報當地縣市長核定。如有藉故不發照情事，將依法懲戒有關人員。行政院此項命令，被視為政府將以強勢作為推動重大工業建設的先聲。
11月22日，經濟部已與台塑企業達成共識，「六輕」（第六輕油裂解工場）以及供應「六輕」原料（輕油）的煉油廠，都由台塑在宜蘭利澤籌設，而台塑將採取高雄「五輕」的溝通模式，回饋宜蘭地區居民。
11月23日，宜蘭縣長游錫堃指示計劃室，應即發函環保署及工業局，重申宜蘭縣無法接納六輕的原因，以及地方反對六輕到宜蘭的情形。
11月24日，五結鄉民成立「反六輕自救籌備委員會」，推選縣議員羅素貞為主任委員，鄉代表會主席簡進輝及鄉民康文明為副主任委員，鄉代會副主席林健朗為總幹事，鄉民何溪圳、陳阿日為副總幹事。蘇澳地區則在鎮民代表王明輝、高正人籌組下，得到龍德里長徐錫銘、頂寮里長陳正德、永榮里長游德源、及社區理事長劉枰淮、蘇德政等人支持，計畫連絡其他民意代表與鄰里長，共同號召鎮民反對六輕。
11月27日，立法委員陳定南與宜蘭縣長游錫堃夫人楊寶玉女士，上午率領「宜蘭縣反六輕組織」，成員三十餘人，上午身穿白布所製的罩衫，罩衫上寫著「反六輕」的黑色字，到羅東鎮第一、二市場，宜蘭市南館和北館市場，以及縣政府、縣議會散發「反六輕」傳單。傳單中指出，要「鐵血保蘭陽、誓死反六輕」，要「打一場捍衛鄉土的聖戰」。反六輕的文宣海報上也以「十二月吃菜頭，六月才轉嗽」消遣被工業局招待前往日本考察石化工業區的地方人士。
11月28日，「宜蘭反六輕組織」在羅東、冬山（冬山國小禮堂）二地舉辦反六輕說明會，有後勁反五輕運動領袖蔡朝鵬、東海大學教授林碧堯、省議員劉守成、縣長游錫堃等人發言；29日「宜蘭反六輕組織」在宜蘭、五結二地舉辦反六輕說明會；30日「宜蘭反六輕組織」在蘇澳馬賽舉辦反六輕說明會。
集思會成員、宜蘭選區的立委林聰明，在集思會例會中表示，宜蘭地區的人民對台塑很可能在宜蘭設立六輕一案表示嚴重的抗議，並可能在今天集體到立法院和經濟部表達抗議，因此集思會決議，支持林聰明的主張，由當地居民以公民投票方式來決定是否蓋六輕，政府不可以公權力強制執行。
12月1日，「宜蘭反六輕組織」帶領反六輕民眾約二千餘人搭乘 51部遊覽車至臺北，先到經濟部陳情，下午再至台塑敦化北路總公司抗議。反六輕組織總部說，這次行動製作人手一份的「行動準則」，做為參與請願抗議者行動一致，恪遵紀律的守則，並由一百餘名的男女擔任糾察隊員，以確保抗議行動圓滿順利。
「反五輕」主力人士投入「反六輕」行列，擔任「戰略顧問」並傳授「反五輕」實戰經驗。自稱「宜蘭媳婦」的立委葉菊蘭適時出現，「代表台北反六輕人士歡迎大家」宜蘭縣政府籌備環保局成立，由前任台灣環保聯盟副祕書長林錫耀擔任首任環保局長。林錫耀為台灣省宜蘭縣人，當年二十九歲，台大環境工程研究所畢業。
12月2日，宜蘭縣反六輕組織晚間在羅東鎮公所前廣場舉辦說明會，並遊行羅東市區，共有一萬餘人參加反六輕組織先播放五輕汙染高雄市後勁地區及龍德台化廠汙染情形的錄影帶，供民眾觀看。陳定南、游錫堃先後上台演講。說明會到晚上八時四十分結束，反六輕組鐵隨後率領一萬多名群眾遊行約一小時，秩序良好。
12月3日，兩百零三名教授學者聯署支持【反對台塑重回宜蘭興建六輕】的半版廣告，在報紙刊出。撰寫這份聲明的是「台灣環保聯盟」的學術委員會。以「全國大專院校教授學者」名義發表的這篇聲明指出，他們堅決反對台塑到宜蘭建六輕的理由有三：第一，宜蘭的自然條件不適宜設立高汙染性工廠；其次，此舉違反宜蘭縣政府及縣民建設「生態縣」的意願；再者，宜蘭建六輕，違反了政府的「台灣地區綜合開發計畫」和「北部區域計畫」，在該計畫中，宜蘭縣的產業規劃是發展地方資源型工業和觀光遊憩業，石化專業區則另設他區。
12月4日，台塑王永慶寫給陳定南一封公開信，指宜蘭建六輕，陳定南從贊成到反對，原因何在？12月5日，陳定南發表【給台塑企業王永慶董事長的公開信】。
12月6日郝柏村說：「六輕一定要建」，郝柏村在院會中表明，基於照顧台灣地區 2千萬人民的福祉，以及政府核定的經建計畫須貫徹兩項原則，六輕廠一定要興建，且要在政府核准的工業區內興建，且要合乎環保標準與安全要求。
12月7日縣長游錫堃回應「縣府堅決反對六輕建在宜蘭」、「縣府擁有絕對的水權及核發建照權拒六輕設廠，就算因此而遭到撤職也絕不低頭」。
12月8日經濟部工業局表示，內政部已同意重要投資案將可由工業局專案呈報該部，依建築法第 98條有關特種建築物的規定，直接由中央核發建照，因此六輕將不致受到地方政府不核發建照的杯葛；12月9日，台灣省政府建設廳主管股長王瑞德說，台塑計畫在宜蘭縣興建六輕，宜蘭縣政府如果拒不發給水權登記，事關縣市政府的職權，中央及省均無權干預，台塑除訴之於法外，恐難取得水權。
12月11日，宜蘭縣反六輕組織自11日起至19日，將展開第二階段「血肉護蘭陽，誓死反六輕」活動，在宜蘭縣溪南地區五個鄉鎮和溪北地區的壯圍鄉舉辦村里巡迴說明會，喚起縣民對六輕傷害的共識，反對六輕在宜蘭設廠。內政部主管區域計畫官員，依國土規劃觀點，認為六輕不應在利澤建廠，將與經濟部協商，官員指出，基於整體國土規劃理念，重化汙染型工業應集中設置，而北部區域計畫已計劃設立的重化工業區地點，在桃園大園、觀音工業區內。
12月12日經濟部長蕭萬長首次證實，台塑公司已放棄在觀音工業區興建六輕的計畫，台塑所屬意的地點，的確是宜蘭利澤工業區。不過，截至目前為止，台塑尚未正式提出設廠申請案。
12月14日行政院環保署宣布將以總量管制方式審查台塑六輕環境影響評估報告；環保官員指出，未來如果台塑決定在宜蘭利澤興建六輕，與利澤相距不遠的台化龍德廠的汙染狀況，也將列入六輕計畫的評審考量。
12月24日，宜蘭縣五結鄉民林錫容等近兩百人，認為五結鄉長林慶郎「反六輕」的態度不夠堅定，違背其競選時政見，上午到縣選委會領取罷免鄉長有關書表，詢問相關法規，並表示計畫在明年三月提出罷免林鄉長。 
12月31日，台塑企業昨天在宜蘭縣各鄉鎮市散發宣傳海報，強調「六輕便利了我們的食衣住行育樂，也帶來了地方進步與繁榮」。

### 六輕退出宜蘭縣
1991年1月5日，臨時成軍的「反六輕演劇隊」，今晚七時將在宜蘭市體育公園體育館和「六輕情結」交戰。台塑企業負責人王永慶將被搬上舞台討論。「反六輕演劇隊」發言人石婉舜說，「六輕情結」是一齣集體創作的舞台劇。
1月7日，宜蘭縣政府上午函行政院環保署、經濟部工業局等單位，表明「三拒」決心，將拒絕核轉工廠設立許可、拒發建造執照、拒准水權登記。
1月10日，宜蘭縣政府今天上午以公函報請省府核轉，聲請大法官會議解釋，建築法中有關主管建築機關在縣市為工務局或建設局的規定，是否僭越憲法賦予縣長的職權，構成違憲。
1月16日，宜蘭縣反六輕組織昨晚冒雨在羅東鎮公所廣場舉辦反六輕「見證之夜」演講會，來自美國的三位環保人士威爾遜、縣長游錫堃、立委陳定南、省議員劉守成及日前返鄉定居的前省議員林義雄，均在會中表達堅決反對六輕入侵宜蘭的立場。「見證之夜」演講會昨晚7時30分展開，民眾冒雨聆聽，來自美國的三位環保人士瓦納小姐、亞伯拉罕及威爾遜女士先後發表台塑公司在美國德州汙染環境情形。
2月27日，交通部長張建邦昨天證實北宜高速公路因為宜蘭縣反對六輕設廠而暫緩。據透露，北宜高速公路的八十一年度預算，是行政院長郝柏村親自裁示刪除的，交通部雖曾全力爭取；但行政院副院長施啟揚在一次會議中露骨地表示，宜蘭不讓台塑六輕設廠，院長認為北宜高速公路就不應列預算。
3月1日，聯合報報導：行政院長郝柏村說「不讓六輕設廠，闢路就沒有希望」、「據透露，郝院長親示刪除北宜高速路預算，應與財政困難無、交通部長張建邦：「北宜高速公路81年度50多億工程預算，及82年度70多億工程預算列入，但行政院審查預算時還是刪除了這筆預算」。台塑公司總經理王永在公開表示，六輕設廠的可能地點已將宜蘭利澤排除在外，此外，台塑目前在宜蘭的一切投資都將凍結，原有產業規模也將逐漸縮小。
3月2日，縣長游錫堃表示：「如果中央以六輕設在宜蘭作為開闢北宜高速公路的交換條件，縣政府反六輕的基本立場仍不會改變」。
3月3日，經濟部長蕭萬長證實，台塑已放棄在宜蘭利澤建六輕。3月4日，經濟部及台灣省政府已函覆宜蘭縣政府，同意台塑集團在利澤工業區購買的土地使用期限延期。經濟部核定這些工業用地開始使用期限延至今年7月30日，建設廳則將建廠完工期限延至82年7月30日。台塑在利澤建六輕的機率已微乎其微，但經濟部及台灣省政府仍准延期使用，宜蘭縣政府官員對此作法均表不解。
由於縣長游錫堃帶頭反六輕，公開表示不核發水權及建照，中央政府除刪除北宜高81年度50多億預算外，並決定進一步懲罰，緩建北宜高。
3月11日聯合晚報報導：「由執政黨中央委員會秘書長宋楚瑜所召集的每週黨政首長例行會議，今天對行政院決定緩建北宜高速公路案，取得一致的立場」；「北宜路緩建，執政黨有共識」；「黨政首長立場一致，反對杯葛，但會給林聰明下台階」。
3月13日中國時報報導：郝院長強調「中央的政令在各縣市都必須統一」、並以「絕不容許任何縣市成為一個小的獨立王國」譴責縣長游錫堃。
在游錫堃縣長堅持不核發建照、不核准水權，陳定南立委、劉守成省議員率眾抗爭及宜蘭縣民激烈反對下，台塑六輕終於放棄宜蘭縣已經購買的土地轉移他處，1991年6月行政院核定六輕設雲林離島工業區。
7月雲林人在台西舉辦萬人遊行歡迎六輕；8月雲林縣長廖泉裕、議長張榮味、麥寮鄉長林松村，及國民黨縣黨部主委薛正直等黨政要員，代表雲林人前往台北向台塑表達歡迎六輕進駐，於是六輕廠址塵埃落定。
該年12月29日，在台塑與經濟部商定一連串的「條件」後，由環保署召集的雲林六輕環境影響評估報告審查委員會，通過六輕建廠審查案；台灣有史以來最大的民間投資案，投資額高達千億、最受爭議的投資案，終於過了關。

## 後續
六輕後來決定搬到桃園觀音，但後來因類似問題而改到雲林麥寮。當地以務農、捕魚等為業的居民起先「鑼鼓喧天歡迎六輕的來到，期盼風頭水尾的農漁偏鄉，搖身一變成工業重鎮」，但自完工以來大量的資金流動除了影響當地治安，與大自然接觸的農民發現在地環境生態、甚至自身的健康也走下坡，便逐漸傳出抗議聲浪，尤以許厝分校之遷校爭議為最。六輕事後進行的補償方案與生態再造措施，也受到相當多的正反論調的討論和檢討。

## 全國首創簽訂「環保協議書」
宜蘭縣在1980至1990年代期間，經歷了「宜蘭反六輕」、「宜蘭反蘇火」等運動，縣內環保意識漸漸抬頭，而為了在工業發展及環境品質之間取得平衡點，宜蘭縣政府首創「環保協議書」。
在時任縣長游錫堃的規劃之下，宜蘭縣政府在1992年率全國之先，於3月3日與台灣水泥公司簽訂《環保協議書》，經宜蘭地方法院公證生效，以管制污染源及制度化社區回饋，開啟兼顧環境保護與經濟發展模式，也證明宜蘭縣反污染不反工業的立場。
協議事項包括履行環境影響評估報告書、遵行特別約定的環保標準、執行回饋地方措施等，成為企業和地方政府合作防治污染的全國第一個範例，該制度被中央環保署納入《公害管制協定範例》提供給全國各地方政府。

## 外部連結
- 反六輕 - 陳定南大戰王永慶（页面存档备份，存于）, Youtube